# Limenitis emathia
Limenitis emathia är en fjärilsart som beskrevs av Felder 1869. Limenitis emathia ingår i släktet Limenitis och familjen praktfjärilar. Inga underarter finns listade i Catalogue of Life.